# 5e étape du Tour d'Italie 2022
Pour un article plus général, voir Tour d'Italie 2022.
La 5e étape du Tour d'Italie 2022 se déroule le mercredi 11 mai 2022 de Catane à Messine, en Italie (Sicile), sur une distance de 174 km. Elle a été remportée par le Français Arnaud Démare (Groupama FDJ).

## Parcours
Cette seconde et dernière étape sicilienne relie Catane à Messine. L'étape se compose de trois parties : les cinquante premiers kilomètres sont vallonnés ; ensuite vient l'unique ascension répertoriée de la journée, qui pourrait empêcher certains sprinteurs de se jouer la victoire, le Portella Mandrazzi (19,6 km à 4,6 %, 2C), avec sa longue descente ; et enfin, les soixante-dix derniers kilomètres qui se déroulent en bord de mer. Deux sprints intermédiaires jalonnent le parcours, à Francavilla di Sicilia (km 55,7) et à Villafranca Tirrena (km 136,7). La victoire d'étape est propice aux sprinteurs.

## Déroulement de la course
Dès le kilomètre zéro, une échappée se crée, avec cinq coureurs : le Finlandais Jaakko Hänninen (AG2R Citroën) et les quatre Italiens Mattia Bais (Drone Hopper-Androni Giocattoli), Mirco Maestri (Eolo-Kometa), Filippo Tagliani (Drone Hopper-Androni Giocattoli) et Alessandro Tonelli (Bardiani CSF-Faizanè) ; leur avance maximale sur le peloton est de quatre minutes et vingt secondes.
Au sprint intermédiaire de Francavilla di Sicilia, Filippo Tagliani passe en tête devant Jaakko Hänninen ; le peloton passe avec un retard de quatre minutes, devancé de dix secondes par l'Erythréen Biniam Girmay (Intermarché-Wanty-Gobert Matériaux). Dans la montée du Portella Mandrazzi, différents sprinteurs ne parviennent plus à suivre le rythme du peloton, notamment l'Australien Caleb Ewan (Lotto-Soudal) et le Britannique Mark Cavendish (Quick-Step Alpha Vinyl). A deux kilomètres du sommet, le Français Arnaud Démare (Groupama FDJ) est également décroché. Au sommet, Mirco Maestri passe en tête devant Mattia Baise ; le peloton passe avec un retard de cinquante-quatre secondes, le groupe Démare compte un rebours de deux minutes et cinq secondes, le groupe Cavendish possède un cumul de trois minutes et trente-trois secondes et, finalement, le groupe Ewan tient un retard de cinq minutes et vingt-huit secondes. Grâce à un effort collectif de la Groupama FDJ, le sprinteur français revient sur le peloton dans la descente. L'échappée est reprise à soixante-six kilomètres de l'arrivée.
Au sprint intermédiaire de Villafranca Tirrena, le Britannique Ben Swift (INEOS Grenadiers) passe en tête devant le Portugais João Almeida et son coéquipier italien Diego Ulissi (UAE Emirates).
La victoire d'étape à Messine revient à une bataille entre sprinteurs : Arnaud Démare s'impose devant le Colombien Fernando Gaviria (UAE Emirates) et l'Italien Giacomo Nizzolo (Israel-Premier Tech).
L'Espagnol Juan Pedro López (Trek-Segafredo) conserve le maillot rose et le maillot blanc ; Arnaud Démare récupère le maillot cyclamen des épaules du Néerlandais Mathieu van der Poel (Alpecin-Fenix). L'Allemand Lennard Kämna (Bora-Hansgrohe) conserve le maillot bleu et la Bora-Hansgrohe reste premier au classement par équipes.

## Résultats

### Classement de l'étape
| \| Classement de l'étape \| Classement de l'étape \| Classement de l'étape \| Classement de l'étape \| Classement de l'étape \| \| Coureur \| Coureur \| Pays \| Équipe \| Temps \| \| --------------------- \| --------------------- \| --------------------- \| ---------------------------------- \| --------------------- \| \| 1er \| Arnaud Démare \| France \| Groupama-FDJ \| 4 h 03 min 56 s \| \| 2e \| Fernando Gaviria \| Colombie \| UAE Team Emirates \| + 0 s \| \| 3e \| Giacomo Nizzolo \| Italie \| Israel-Premier Tech \| + 0 s \| \| 4e \| Davide Ballerini \| Italie \| Quick-Step Alpha Vinyl \| + 0 s \| \| 5e \| Biniam Girmay \| Érythrée \| Intermarché-Wanty-Gobert Matériaux \| + 0 s \| \| 6e \| Phil Bauhaus \| Allemagne \| Bahrain Victorious \| + 0 s \| \| 7e \| Alberto Dainese \| Italie \| Team DSM \| + 0 s \| \| 8e \| Natnael Tesfatsion \| Érythrée \| Drone Hopper-Androni Giocattoli \| + 0 s \| \| 9e \| Edward Theuns \| Belgique \| Trek-Segafredo \| + 0 s \| \| 10e \| Simone Consonni \| Italie \| Cofidis \| + 0 s \| |                    |           |                                    |                 |
| |                    |           |                                    |                 |
| Source : ProCyclingStats |                    |           |                                    |                 |
| Classement de l'étape |                    |           |                                    |                 |
| Coureur | Coureur            | Pays      | Équipe                             | Temps           |
| 1er | Arnaud Démare      | France    | Groupama-FDJ                       | 4 h 03 min 56 s |
| 2e | Fernando Gaviria   | Colombie  | UAE Team Emirates                  | + 0 s           |
| 3e | Giacomo Nizzolo    | Italie    | Israel-Premier Tech                | + 0 s           |
| 4e | Davide Ballerini   | Italie    | Quick-Step Alpha Vinyl             | + 0 s           |
| 5e | Biniam Girmay      | Érythrée  | Intermarché-Wanty-Gobert Matériaux | + 0 s           |
| 6e | Phil Bauhaus       | Allemagne | Bahrain Victorious                 | + 0 s           |
| 7e | Alberto Dainese    | Italie    | Team DSM                           | + 0 s           |
| 8e | Natnael Tesfatsion | Érythrée  | Drone Hopper-Androni Giocattoli    | + 0 s           |
| 9e | Edward Theuns      | Belgique  | Trek-Segafredo                     | + 0 s           |
| 10e | Simone Consonni    | Italie    | Cofidis                            | + 0 s           |

### Points attribués pour le classement par points
| Sprint intermédiaire Francavilla di Sicilia (km 55,7) | Sprint intermédiaire Francavilla di Sicilia (km 55,7) | Sprint intermédiaire Francavilla di Sicilia (km 55,7) | Sprint intermédiaire Francavilla di Sicilia (km 55,7) | Sprint intermédiaire Francavilla di Sicilia (km 55,7) |
| ----------------------------------------------------- | ----------------------------------------------------- | ----------------------------------------------------- | ----------------------------------------------------- | ----------------------------------------------------- |
|                                                       | Coureur                                               | Pays                                                  | Équipe                                                | Point(s)                                              |
| 1er                                                   | Filippo Tagliani                                      | Italie                                                | Drone Hopper-Androni Giocattoli                       | 12                                                    |
| 2e                                                    | Jaakko Hänninen                                       | Finlande                                              | AG2R Citroën                                          | 8                                                     |
| 3e                                                    | Mattia Bais                                           | Italie                                                | Drone Hopper-Androni Giocattoli                       | 6                                                     |
| 4e                                                    | Alessandro Tonelli                                    | Italie                                                | Bardiani CSF Faizanè                                  | 5                                                     |
| 5e                                                    | Mirco Maestri                                         | Italie                                                | Eolo-Kometa                                           | 4                                                     |
| 6e                                                    | Biniam Girmay                                         | Érythrée                                              | Intermarché-Wanty-Gobert Matériaux                    | 3                                                     |
| 7e                                                    | Loïc Vliegen                                          | Belgique                                              | Intermarché-Wanty-Gobert Matériaux                    | 2                                                     |
| 8e                                                    | Thomas De Gendt                                       | Belgique                                              | Lotto-Soudal                                          | 1                                                     |
| modifier                                              |                                                       |                                                       |                                                       |                                                       |

| Arrivée d'étape Messine (km 174) | Arrivée d'étape Messine (km 174) | Arrivée d'étape Messine (km 174) | Arrivée d'étape Messine (km 174)   | Arrivée d'étape Messine (km 174) |
| -------------------------------- | -------------------------------- | -------------------------------- | ---------------------------------- | -------------------------------- |
|                                  | Coureur                          | Pays                             | Équipe                             | Point(s)                         |
| 1er                              | Arnaud Démare                    | France                           | Groupama-FDJ                       | 50                               |
| 2e                               | Fernando Gaviria                 | Colombie                         | UAE Emirates                       | 35                               |
| 3e                               | Giacomo Nizzolo                  | Italie                           | Israel-Premier Tech                | 25                               |
| 4e                               | Davide Ballerini                 | Italie                           | Quick-Step Alpha Vinyl             | 18                               |
| 5e                               | Biniam Girmay                    | Érythrée                         | Intermarché-Wanty-Gobert Matériaux | 14                               |
| 6e                               | Phil Bauhaus                     | Allemagne                        | Équipe cycliste Bahrain Victorious | 12                               |
| 7e                               | Alberto Dainese                  | Italie                           | Team DSM                           | 10                               |
| 8e                               | Natnael Tesfatsion               | Érythrée                         | Drone Hopper-Androni Giocattoli    | 8                                |
| 9e                               | Edward Theuns                    | Belgique                         | Trek-Segafredo                     | 7                                |
| 10e                              | Simone Consonni                  | Italie                           | Cofidis                            | 6                                |
| 11e                              | José Joaquín Rojas               | Espagne                          | Movistar                           | 5                                |
| 12e                              | Vincenzo Albanese                | Italie                           | Eolo-Kometa                        | 4                                |
| 13e                              | Magnus Cort Nielsen              | Danemark                         | EF Education-EasyPost              | 3                                |
| 14e                              | Lilian Calmejane                 | France                           | AG2R Citroën                       | 2                                |
| 15e                              | Pascal Eenkhoorn                 | Pays-Bas                         | Jumbo-Visma                        | 1                                |
| modifier                         |                                  |                                  |                                    |                                  |

### Points attribués pour le classement du meilleur grimpeur
| \| Portella Mandrazzi (km 75,3) 2e catégorie (19,6 km à 4,0%) \| Portella Mandrazzi (km 75,3) 2e catégorie (19,6 km à 4,0%) \| Portella Mandrazzi (km 75,3) 2e catégorie (19,6 km à 4,0%) \| Portella Mandrazzi (km 75,3) 2e catégorie (19,6 km à 4,0%) \| Portella Mandrazzi (km 75,3) 2e catégorie (19,6 km à 4,0%) \| \| ---------------------------------------------------------- \| ---------------------------------------------------------- \| ---------------------------------------------------------- \| ---------------------------------------------------------- \| ---------------------------------------------------------- \| \| \| Coureur \| Pays \| Équipe \| Point(s) \| \| 1er \| Mirco Maestri \| Italie \| Eolo-Kometa \| 18 \| \| 2e \| Mattia Bais \| Italie \| Drone Hopper-Androni Giocattoli \| 8 \| \| 3e \| Jaakko Hänninen \| Finlande \| AG2R Citroën \| 6 \| \| 4e \| Alessandro Tonelli \| Italie \| Bardiani CSF Faizanè \| 4 \| \| 5e \| Filippo Tagliani \| Italie \| Drone Hopper-Androni Giocattoli \| 2 \| \| 6e \| Lennard Kämna \| Allemagne \| Bora-Hansgrohe \| 1 \| \| modifier \| \| \| \| \| |                    |           |                                 |          |
| Portella Mandrazzi (km 75,3) 2e catégorie (19,6 km à 4,0%) |                    |           |                                 |          |
| | Coureur            | Pays      | Équipe                          | Point(s) |
| 1er | Mirco Maestri      | Italie    | Eolo-Kometa                     | 18       |
| 2e | Mattia Bais        | Italie    | Drone Hopper-Androni Giocattoli | 8        |
| 3e | Jaakko Hänninen    | Finlande  | AG2R Citroën                    | 6        |
| 4e | Alessandro Tonelli | Italie    | Bardiani CSF Faizanè            | 4        |
| 5e | Filippo Tagliani   | Italie    | Drone Hopper-Androni Giocattoli | 2        |
| 6e | Lennard Kämna      | Allemagne | Bora-Hansgrohe                  | 1        |
| modifier |                    |           |                                 |          |

### Classements aux points intermédiaires
| Sprint intermédiaire Francavilla di Sicilia (km 55,7) | Sprint intermédiaire Francavilla di Sicilia (km 55,7) | Sprint intermédiaire Francavilla di Sicilia (km 55,7) | Sprint intermédiaire Francavilla di Sicilia (km 55,7) | Sprint intermédiaire Francavilla di Sicilia (km 55,7) |
| ----------------------------------------------------- | ----------------------------------------------------- | ----------------------------------------------------- | ----------------------------------------------------- | ----------------------------------------------------- |
|                                                       | Coureur                                               | Pays                                                  | Équipe                                                | Point(s)                                              |
| 1er                                                   | Filippo Tagliani                                      | Italie                                                | Drone Hopper-Androni Giocattoli                       | 10                                                    |
| 2e                                                    | Jaakko Hänninen                                       | Finlande                                              | AG2R Citroën                                          | 6                                                     |
| 3e                                                    | Mattia Bais                                           | Italie                                                | Drone Hopper-Androni Giocattoli                       | 3                                                     |
| 4e                                                    | Alessandro Tonelli                                    | Italie                                                | Bardiani CSF Faizanè                                  | 2                                                     |
| 5e                                                    | Mirco Maestri                                         | Italie                                                | Eolo-Kometa                                           | 1                                                     |
| modifier                                              |                                                       |                                                       |                                                       |                                                       |

| Sprint intermédiaire Villafranca Tirrena (km 136,7) | Sprint intermédiaire Villafranca Tirrena (km 136,7) | Sprint intermédiaire Villafranca Tirrena (km 136,7) | Sprint intermédiaire Villafranca Tirrena (km 136,7) | Sprint intermédiaire Villafranca Tirrena (km 136,7) |
| --------------------------------------------------- | --------------------------------------------------- | --------------------------------------------------- | --------------------------------------------------- | --------------------------------------------------- |
|                                                     | Coureur                                             | Pays                                                | Équipe                                              | Point(s)                                            |
| 1er                                                 | Ben Swift                                           | Grande-Bretagne                                     | Ineos Grenadiers                                    | 10                                                  |
| 2e                                                  | João Almeida                                        | Portugal                                            | UAE Emirates                                        | 6                                                   |
| 3e                                                  | Diego Ulissi                                        | Italie                                              | UAE Emirates                                        | 3                                                   |
| 4e                                                  | Romain Bardet                                       | France                                              | Team DSM                                            | 2                                                   |
| 5e                                                  | Thymen Arensman                                     | Pays-Bas                                            | Team DSM                                            | 1                                                   |
| modifier                                            |                                                     |                                                     |                                                     |                                                     |

### Bonifications
|   | Coureur      | Pays            | Équipe           | Secondes |
| - | ------------ | --------------- | ---------------- | -------- |
| 1 | Ben Swift    | Grande-Bretagne | Ineos Grenadiers | 3 s      |
| 2 | João Almeida | Portugal        | UAE Emirates     | 2 s      |
| 3 | Diego Ulissi | Italie          | UAE Emirates     | 1 s      |

|   | Coureur          | Pays     | Équipe              | Secondes |
| - | ---------------- | -------- | ------------------- | -------- |
| 1 | Arnaud Démare    | France   | Groupama-FDJ        | 10 s     |
| 2 | Fernando Gaviria | Colombie | UAE Emirates        | 6 s      |
| 3 | Giacomo Nizzolo  | Italie   | Israel-Premier Tech | 4 s      |

## Classements à l'issue de l'étape

### Classement général
| \| Classement général \| Classement général \| Classement général \| Classement général \| Classement général \| \| Coureur \| Coureur \| Pays \| Équipe \| Temps \| \| ------------------ \| ------------------ \| ------------------ \| ---------------------------------- \| ------------------ \| \| 1er \| Juan Pedro López \| Espagne \| Trek-Segafredo \| 18 h 21 min 03 s \| \| 2e \| Lennard Kämna \| Allemagne \| Bora-Hansgrohe \| + 39 s \| \| 3e \| Rein Taaramäe \| Estonie \| Intermarché-Wanty-Gobert Matériaux \| + 58 s \| \| 4e \| Simon Yates \| Royaume-Uni \| BikeExchange-Jayco \| + 1 min 42 s \| \| 5e \| Mauri Vansevenant \| Belgique \| Quick-Step Alpha Vinyl \| + 1 min 47 s \| \| 6e \| Wilco Kelderman \| Pays-Bas \| Bora-Hansgrohe \| + 1 min 55 s \| \| 7e \| João Almeida \| Portugal \| UAE Team Emirates \| + 1 min 58 s \| \| 8e \| Pello Bilbao \| Espagne \| Bahrain Victorious \| + 2 min 00 s \| \| 9e \| Richie Porte \| Australie \| Ineos Grenadiers \| + 2 min 04 s \| \| 10e \| Romain Bardet \| France \| Team DSM \| + 2 min 06 s \| |                   |             |                                    |                  |
| |                   |             |                                    |                  |
| Source : ProCyclingStats |                   |             |                                    |                  |
| Classement général |                   |             |                                    |                  |
| Coureur | Coureur           | Pays        | Équipe                             | Temps            |
| 1er | Juan Pedro López  | Espagne     | Trek-Segafredo                     | 18 h 21 min 03 s |
| 2e | Lennard Kämna     | Allemagne   | Bora-Hansgrohe                     | + 39 s           |
| 3e | Rein Taaramäe     | Estonie     | Intermarché-Wanty-Gobert Matériaux | + 58 s           |
| 4e | Simon Yates       | Royaume-Uni | BikeExchange-Jayco                 | + 1 min 42 s     |
| 5e | Mauri Vansevenant | Belgique    | Quick-Step Alpha Vinyl             | + 1 min 47 s     |
| 6e | Wilco Kelderman   | Pays-Bas    | Bora-Hansgrohe                     | + 1 min 55 s     |
| 7e | João Almeida      | Portugal    | UAE Team Emirates                  | + 1 min 58 s     |
| 8e | Pello Bilbao      | Espagne     | Bahrain Victorious                 | + 2 min 00 s     |
| 9e | Richie Porte      | Australie   | Ineos Grenadiers                   | + 2 min 04 s     |
| 10e | Romain Bardet     | France      | Team DSM                           | + 2 min 06 s     |

| Classement par points | Classement par points | Classement par points | Classement par points              | Classement par points |
| Coureur               | Coureur               | Pays                  | Équipe                             | Points                |
| --------------------- | --------------------- | --------------------- | ---------------------------------- | --------------------- |
| 1er                   | Arnaud Démare         | France                | Groupama-FDJ                       | 94 pts                |
| 2e                    | Biniam Girmay         | Érythrée              | Intermarché-Wanty-Gobert Matériaux | 72 pts                |
| 3e                    | Fernando Gaviria      | Colombie              | UAE Team Emirates                  | 67 pts                |
| 4e                    | Mathieu van der Poel  | Pays-Bas              | Alpecin-Fenix                      | 62 pts                |
| 5e                    | Mark Cavendish        | Royaume-Uni           | Quick-Step Alpha Vinyl             | 53 pts                |
| 6e                    | Giacomo Nizzolo       | Italie                | Israel-Premier Tech                | 39 pts                |
| 7e                    | Filippo Tagliani      | Italie                | Drone Hopper-Androni Giocattoli    | 36 pts                |
| 8e                    | Pello Bilbao          | Espagne               | Bahrain Victorious                 | 27 pts                |
| 9e                    | Lennard Kämna         | Allemagne             | Bora-Hansgrohe                     | 22 pts                |
| 10e                   | Magnus Cort Nielsen   | Danemark              | EF Education-EasyPost              | 21 pts                |

| Classement par points | Classement par points | Classement par points | Classement par points              | Classement par points |
| Coureur               | Coureur               | Pays                  | Équipe                             | Points                |
| --------------------- | --------------------- | --------------------- | ---------------------------------- | --------------------- |
| 1er                   | Arnaud Démare         | France                | Groupama-FDJ                       | 94 pts                |
| 2e                    | Biniam Girmay         | Érythrée              | Intermarché-Wanty-Gobert Matériaux | 72 pts                |
| 3e                    | Fernando Gaviria      | Colombie              | UAE Team Emirates                  | 67 pts                |
| 4e                    | Mathieu van der Poel  | Pays-Bas              | Alpecin-Fenix                      | 62 pts                |
| 5e                    | Mark Cavendish        | Royaume-Uni           | Quick-Step Alpha Vinyl             | 53 pts                |
| 6e                    | Giacomo Nizzolo       | Italie                | Israel-Premier Tech                | 39 pts                |
| 7e                    | Filippo Tagliani      | Italie                | Drone Hopper-Androni Giocattoli    | 36 pts                |
| 8e                    | Pello Bilbao          | Espagne               | Bahrain Victorious                 | 27 pts                |
| 9e                    | Lennard Kämna         | Allemagne             | Bora-Hansgrohe                     | 22 pts                |
| 10e                   | Magnus Cort Nielsen   | Danemark              | EF Education-EasyPost              | 21 pts                |

| Classement de la montagne | Classement de la montagne | Classement de la montagne | Classement de la montagne          | Classement de la montagne |
| Coureur                   | Coureur                   | Pays                      | Équipe                             | Points                    |
| ------------------------- | ------------------------- | ------------------------- | ---------------------------------- | ------------------------- |
| 1er                       | Lennard Kämna             | Allemagne                 | Bora-Hansgrohe                     | 41 pts                    |
| 2e                        | Mirco Maestri             | Italie                    | Eolo-Kometa                        | 18 pts                    |
| 3e                        | Juan Pedro López          | Espagne                   | Trek-Segafredo                     | 18 pts                    |
| 4e                        | Rein Taaramäe             | Estonie                   | Intermarché-Wanty-Gobert Matériaux | 12 pts                    |
| 5e                        | Sylvain Moniquet          | Belgique                  | Lotto-Soudal                       | 9 pts                     |
| 6e                        | Mattia Bais               | Italie                    | Drone Hopper-Androni Giocattoli    | 8 pts                     |
| 7e                        | Mauri Vansevenant         | Belgique                  | Quick-Step Alpha Vinyl             | 6 pts                     |
| 8e                        | Jaakko Hänninen           | Finlande                  | AG2R Citroën Team                  | 6 pts                     |
| 9e                        | Pascal Eenkhoorn          | Pays-Bas                  | Jumbo-Visma                        | 5 pts                     |
| 10e                       | Rick Zabel                | Allemagne                 | Israel-Premier Tech                | 5 pts                     |

| Classement de la montagne | Classement de la montagne | Classement de la montagne | Classement de la montagne          | Classement de la montagne |
| Coureur                   | Coureur                   | Pays                      | Équipe                             | Points                    |
| ------------------------- | ------------------------- | ------------------------- | ---------------------------------- | ------------------------- |
| 1er                       | Lennard Kämna             | Allemagne                 | Bora-Hansgrohe                     | 41 pts                    |
| 2e                        | Mirco Maestri             | Italie                    | Eolo-Kometa                        | 18 pts                    |
| 3e                        | Juan Pedro López          | Espagne                   | Trek-Segafredo                     | 18 pts                    |
| 4e                        | Rein Taaramäe             | Estonie                   | Intermarché-Wanty-Gobert Matériaux | 12 pts                    |
| 5e                        | Sylvain Moniquet          | Belgique                  | Lotto-Soudal                       | 9 pts                     |
| 6e                        | Mattia Bais               | Italie                    | Drone Hopper-Androni Giocattoli    | 8 pts                     |
| 7e                        | Mauri Vansevenant         | Belgique                  | Quick-Step Alpha Vinyl             | 6 pts                     |
| 8e                        | Jaakko Hänninen           | Finlande                  | AG2R Citroën Team                  | 6 pts                     |
| 9e                        | Pascal Eenkhoorn          | Pays-Bas                  | Jumbo-Visma                        | 5 pts                     |
| 10e                       | Rick Zabel                | Allemagne                 | Israel-Premier Tech                | 5 pts                     |

| Classement du meilleur jeune | Classement du meilleur jeune | Classement du meilleur jeune | Classement du meilleur jeune | Classement du meilleur jeune |
| Coureur                      | Coureur                      | Pays                         | Équipe                       | Temps                        |
| ---------------------------- | ---------------------------- | ---------------------------- | ---------------------------- | ---------------------------- |
| 1er                          | Juan Pedro López             | Espagne                      | Trek-Segafredo               | 18 h 21 min 03 s             |
| 2e                           | Mauri Vansevenant            | Belgique                     | Quick-Step Alpha Vinyl       | + 1 min 47 s                 |
| 3e                           | João Almeida                 | Portugal                     | UAE Team Emirates            | + 1 min 58 s                 |
| 4e                           | Thymen Arensman              | Pays-Bas                     | Team DSM                     | + 2 min 15 s                 |
| 5e                           | Santiago Buitrago            | Colombie                     | Bahrain Victorious           | + 2 min 18 s                 |
| 6e                           | Iván Sosa                    | Colombie                     | Movistar Team                | + 3 min 05 s                 |
| 7e                           | Pavel Sivakov                | France                       | Ineos Grenadiers             | + 3 min 14 s                 |
| 8e                           | Stefano Oldani               | Italie                       | Alpecin-Fenix                | + 3 min 35 s                 |
| 9e                           | Simon Carr                   | Royaume-Uni                  | EF Education-EasyPost        | + 4 min 08 s                 |
| 10e                          | Tobias Foss                  | Norvège                      | Jumbo-Visma                  | + 4 min 14 s                 |

| Classement du meilleur jeune | Classement du meilleur jeune | Classement du meilleur jeune | Classement du meilleur jeune | Classement du meilleur jeune |
| Coureur                      | Coureur                      | Pays                         | Équipe                       | Temps                        |
| ---------------------------- | ---------------------------- | ---------------------------- | ---------------------------- | ---------------------------- |
| 1er                          | Juan Pedro López             | Espagne                      | Trek-Segafredo               | 18 h 21 min 03 s             |
| 2e                           | Mauri Vansevenant            | Belgique                     | Quick-Step Alpha Vinyl       | + 1 min 47 s                 |
| 3e                           | João Almeida                 | Portugal                     | UAE Team Emirates            | + 1 min 58 s                 |
| 4e                           | Thymen Arensman              | Pays-Bas                     | Team DSM                     | + 2 min 15 s                 |
| 5e                           | Santiago Buitrago            | Colombie                     | Bahrain Victorious           | + 2 min 18 s                 |
| 6e                           | Iván Sosa                    | Colombie                     | Movistar Team                | + 3 min 05 s                 |
| 7e                           | Pavel Sivakov                | France                       | Ineos Grenadiers             | + 3 min 14 s                 |
| 8e                           | Stefano Oldani               | Italie                       | Alpecin-Fenix                | + 3 min 35 s                 |
| 9e                           | Simon Carr                   | Royaume-Uni                  | EF Education-EasyPost        | + 4 min 08 s                 |
| 10e                          | Tobias Foss                  | Norvège                      | Jumbo-Visma                  | + 4 min 14 s                 |

| Classement par équipes | Classement par équipes             | Classement par équipes | Classement par équipes |
| Équipe                 | Équipe                             | Pays                   | Temps                  |
| ---------------------- | ---------------------------------- | ---------------------- | ---------------------- |
| 1re                    | Bora-Hansgrohe                     | Allemagne              | 55 h 06 min 42 s       |
| 2e                     | Intermarché-Wanty-Gobert Matériaux | Belgique               | + 2 min 17 s           |
| 3e                     | Trek-Segafredo                     | États-Unis             | + 2 min 47 s           |
| 4e                     | Bahrain Victorious                 | Bahreïn                | + 3 min 03 s           |
| 5e                     | Ineos Grenadiers                   | Royaume-Uni            | + 3 min 21 s           |
| 6e                     | BikeExchange-Jayco                 | Australie              | + 3 min 26 s           |
| 7e                     | Movistar Team                      | Espagne                | + 6 min 03 s           |
| 8e                     | Jumbo-Visma                        | Pays-Bas               | + 6 min 39 s           |
| 9e                     | Team DSM                           | Pays-Bas               | + 8 min 06 s           |
| 10e                    | Astana Qazaqstan Team              | Kazakhstan             | + 9 min 43 s           |

| Classement par équipes | Classement par équipes             | Classement par équipes | Classement par équipes |
| Équipe                 | Équipe                             | Pays                   | Temps                  |
| ---------------------- | ---------------------------------- | ---------------------- | ---------------------- |
| 1re                    | Bora-Hansgrohe                     | Allemagne              | 55 h 06 min 42 s       |
| 2e                     | Intermarché-Wanty-Gobert Matériaux | Belgique               | + 2 min 17 s           |
| 3e                     | Trek-Segafredo                     | États-Unis             | + 2 min 47 s           |
| 4e                     | Bahrain Victorious                 | Bahreïn                | + 3 min 03 s           |
| 5e                     | Ineos Grenadiers                   | Royaume-Uni            | + 3 min 21 s           |
| 6e                     | BikeExchange-Jayco                 | Australie              | + 3 min 26 s           |
| 7e                     | Movistar Team                      | Espagne                | + 6 min 03 s           |
| 8e                     | Jumbo-Visma                        | Pays-Bas               | + 6 min 39 s           |
| 9e                     | Team DSM                           | Pays-Bas               | + 8 min 06 s           |
| 10e                    | Astana Qazaqstan Team              | Kazakhstan             | + 9 min 43 s           |

## Abandons
- Filippo Fiorelli (Bardiani CSF Faizanè) : abandon